# Hunter Carson
Pour les articles homonymes, voir Carson.
Hunter Carson, né le 26 décembre 1975, est un acteur, scénariste, producteur et réalisateur américain.

## Biographe
Hunter Carson naît à Los Angeles, en Californie, de l'actrice Karen Black et de l'acteur, producteur, scénariste et réalisateur L. M. Kit Carson. Il est le beau-fils de Stephen Eckelberry et le beau-frère de Céline Eckelberry, la fille de Stephen. Il fait sa première apparition en octobre 1976, à l'âge de neuf mois, lorsque sa mère a présenté Saturday Night Live. Au cours de son monologue d'ouverture, Karen Black a tenu Hunter en permanence dans ses bras.
Carson est diplômé de l'Université Wesleyenne.

## Filmographie partielle

### Comme acteur

#### Au cinéma
- 1984 : Paris, Texas : Hunter Henderson
- 1986 : L'invasion vient de Mars (Invaders from Mars) : David Gardner
- 1988 : Mr. North : Galloper Skeel
- 2000 : Bullfighter : Mary's Brother
- 2001 : Perfume : Peter McMichaels
- 2005 : Godless. : Paul
- 2009 : Crushed : Crazy Killer Boyfriend
- 2009 : The Locker : Killer - on TV
- 2011 : Grand Prix: The Winning Tale : Dad
- 2011 : For Rent : Kevin Jones

#### À la télévision
- 1987 : Mariés, deux enfants : Bud Bundy (série télévisée, 1 épisode)
- 1987 : Faerie Tale Theatre : Little Rip (série télévisée, 1 épisode)

### Comme réalisateur
- 2004 : With It (aussi scénariste)
- 2015 : Single in South Beach (co-réalisateur - terminé)